# Manuel Delgado Villegas
Manuel Delgado Villegas, más conocido como el Arropiero (Sevilla, 25 de enero de 1943 - Badalona, 2 de febrero de 1998), fue un asesino en serie español. Es considerado el peor asesino de la historia criminal española. Al parecer, cuando hacía su vida normal se comportaba de una manera infantil, pero cuando mataba se convertía en un hombre despiadado, sin escrúpulos y sin preocuparle siquiera que la víctima sufriera.

## Biografía
Su padre se dedicaba a vender arrope y él lo ayudaba, de ahí recibió su alias: el Arropiero. Su madre falleció al dar a luz en 1943, así que su hermana y él fueron criados por su abuela. Asistió a la escuela, pero no aprendió a leer ni escribir.
En 1961 ingresó en la Legión española, donde aprendió un golpe mortal que lo ayudó en su carrera criminal. Poco después desertó del ejército y viajó por España, Italia y Francia, dejando tras de sí un rastro de cadáveres. Fue detenido el 18 de enero de 1971 en El Puerto de Santa María, Cádiz.

## Asesinatos
Tras su detención confesó tantos crímenes que al principio la policía no los tomó en serio: cuarenta y ocho asesinatos. Se le consiguieron probar siete, aunque la policía consideró verosímil que fuese el autor de veintidós asesinatos, que en algunos casos incluyeron necrofilia.
- 21 de enero de 1964: muerte de Adolfo Folch Muntaner en la playa de Llorach.
- 20 de junio de 1967: muerte de Margaret Helene Boudrie en una masía de Ibiza.
- 20 de julio de 1968: muerte de Venancio Hernández Carrasco en el río Tajuña.
- 5 de abril de 1969: muerte de Ramón Estrada Saldrich en Barcelona.
- 23 de noviembre de 1969: muerte de Anastasia Borrella Moreno en Mataró.
- 18 de enero de 1971: muerte de Antonia Rodríguez Relinque en El Puerto de Santa María.

La desaparición de su última víctima, Antonia Rodríguez Relinque, discapacitada intelectual, que había sido vista varias veces en compañía de Manuel Delgado Villegas, con quien mantenía una relación sentimental, puso a la policía sobre la pista del mayor asesino de la historia de España.
Sin sospechar nada, la policía lo acompañó a comisaría donde fue interrogado sobre la desaparición de la que se consideraba su pareja. Declaró que la había estrangulado con sus propios leotardos mientras practicaban el acto sexual y que había matado a 48 personas más.
La detención de el Arropiero permitió esclarecer algunos crímenes que habían quedado sin resolver hasta la fecha, incluyendo otros (Hernández Carrasco) que habían pasado por accidentes. Manuel Delgado Villegas no tuvo abogado defensor hasta seis años y medio tras su detención, teniendo el récord de arresto preventivo sin protección legal. Nunca fue juzgado, ya que se le diagnosticó una enfermedad mental y la Audiencia Nacional ordenó en 1978 su internamiento en un centro especializado.
Cuando viajaba con unos agentes para comprobar sus crímenes, escuchó en la radio que un mexicano había matado más gente que él. El Arropiero contestó textualmente: "Denme 24 horas y les aseguro que un miserable mexicano no va a ser mejor asesino que un español".
Las pruebas médicas que se le practicaron permitieron descubrir que era poseedor de la trisomía sexual XYY (en lugar de la dotación común de un hombre, XY), que, en aquellos tiempos se decía que se caracterizaba por tener un retraso mental que, en algunos casos, induce a ser más agresivo. Estudios médicos actuales rebaten dicha teoría. El Arropiero fue liberado en 1998, falleciendo poco después a causa de una enfermedad pulmonar causada por un exceso de consumo de tabaco.

## El Arropiero en el cine
El director catalán Carles Balagué estrenó a principios de 2009 el documental Arropiero, el vagabundo de la muerte, sobre la vida y asesinatos de Manuel Delgado.